# ثعن (حبيش)

تعديل مصدري - تعديل

ثعن محلة تابعة لقرية نجمان، التابعة لعزلة كومان بمديرية حبيش إحدى مديريات محافظة إب في الجمهورية اليمنية، بلغ تعداد سكانها 169 حسب تعداد اليمن لعام 2004.